# Torrons Vicens
Torrons Vicens es un empresa productora de turrones y otras especialidades dulces, fundada en 1775 en Agramunt, España. En sus orígenes, la empresa se dedicaba a la elaboración del tradicional turrón de Agramunt, un producto de miel, almendras y clara de huevo envuelto en obleas, protegido por ley como producto IGP. Hoy en día, su gama se ha diversificado, incluyendo dulces de chocolate, crema, yogur o mazapán, con establecimientos y ventas en todo el mundo.

## Historia
Torrons Vicens fue fundado en 1775 en Agramunt, provincia de Lérida, Cataluña, por la familia Vicens. Durante más de dos siglos, la empresa se dedicó a la elaboración artesanal del turrón de Agramunt, siguiendo la receta original de los Vicens. Este turrón se documenta por primera vez en 1741 en las cartas de las familias nobles de la villa de Agramunt, aunque no es de extrañar que la tradición sea más antigua incluso.
En el año 2000, debido a una quiebra conducida por las deudas, la empresa fue comprada por Don Ángel Velasco, un empresario catalán con amplia experiencia en el sector alimentario, y su hijo, Don Ángel Velasco Solé, quienes lograron salvarla de la desaparición. Desde entonces, Torrons Vicens ha vivido un crecimiento económico sostenido anual, a excepción del 2020 debido a la pandemia de COVID-19. Torrons Vicens también ha logrado expandirse mediante la compra de otras empresas, como Chocolates Jolonch, Torrons Àngel&Lluch y  Turrones Viar.
En 2010, Torrons Vicens abrió su primera tienda física en la villa costera de Sitges, provincia de Barcelona. En la actualidad, cuenta con tiendas en Madrid, Barcelona, Palma de Mallorca, Sevilla y Málaga, entre otras. 

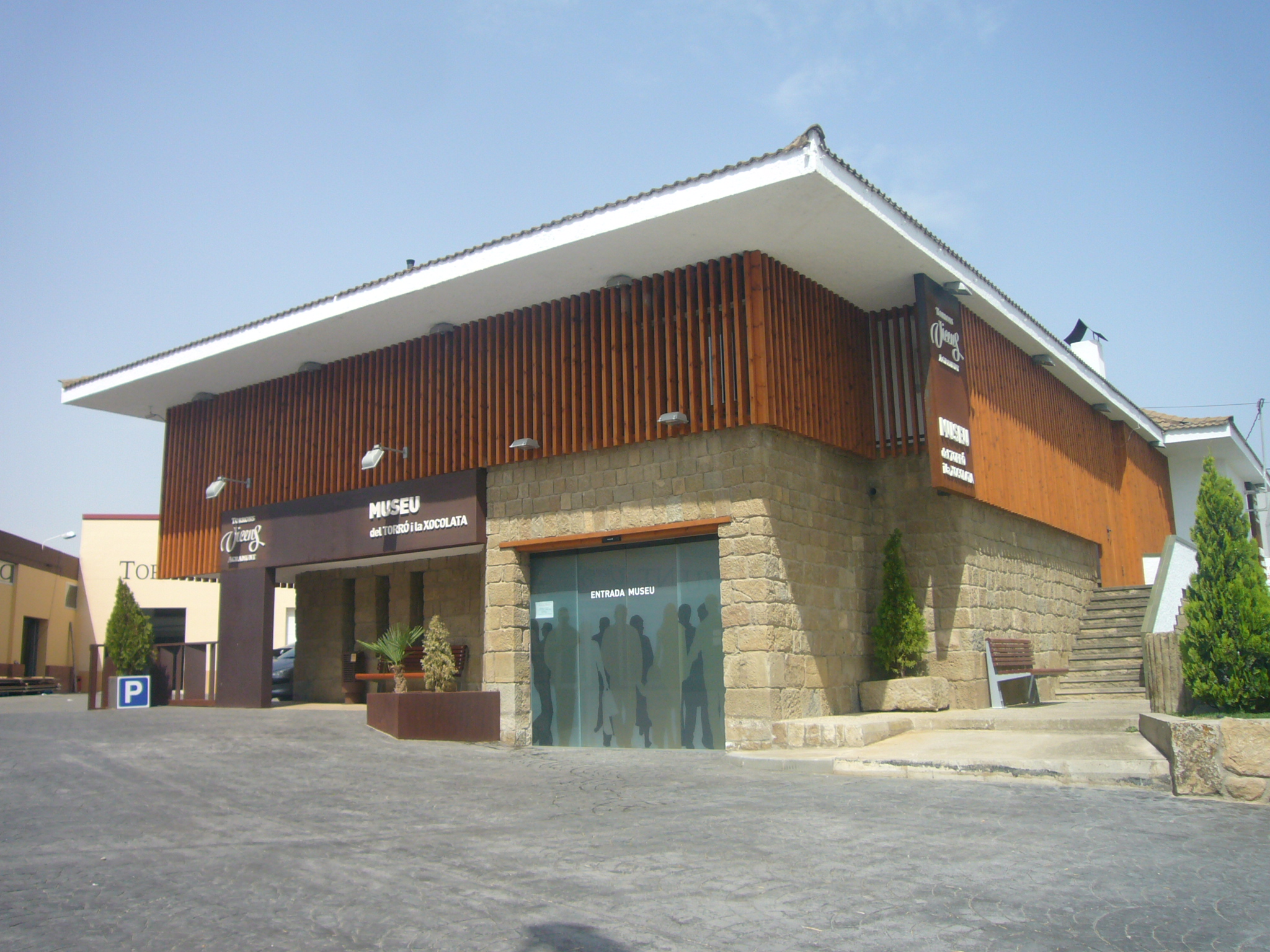
Museu del Torró i la Xocolata, en Agramunt.

En 2023, Torrons Vicens inauguró el Museo del Turrón y el Chocolate en Agramunt y otra sede más comercial en La Rambla de Barcelona. En 2024 tuvo lugar el 1r Campeonato Nacional de Turrón Creativo ‘Maestro Turronero Ángel Velasco’.
Uno de los objetivos de la marca es «desestacionalizar» el turrón, un producto típicamente ligado a la Navidad, aunque ciertamente la campaña navideña sigue siendo su principal periodo de facturación, con alrededor de un 40% de los ingresos anuales.